# Tylophora grandiflora
Tylophora grandiflora är en oleanderväxtart som beskrevs av Robert Brown. Tylophora grandiflora ingår i släktet Tylophora och familjen oleanderväxter. Inga underarter finns listade i Catalogue of Life.